# 쿠퍼 허카비
쿠퍼 허커비(Cooper Huckabee, 영어 발음: /ˈhʌkəbi/, 1951년 5월 8일 ~ )는 미국의 배우이다.
모빌에서 태어났다.

## 출연 작품
- 도둑의 밴드 (2015년)
- 장고:분노의 추적자 (2012년) - 로저 브리틀 역
- 스톤튼 힐 (2009년)
- The Unknown (2005) - 톰 역
- 신의 영웅들 (2003년)
- Y.M.I. (2002년)
- 스페이스 카우보이 (2000년)
- 장군의 딸 (1999년)
- 터뷸런스 (1997년)
- 나쁜 여자들 (1994년)
- 게티스버그 (1993년)
- 러브 필드 (1992년)
- 나이트 아이 (1990년)
- 코헨과 데이트 (1989년)
- 저주 (1987년)
- 분노의 눈동자 (1986년)
- 데드 체이스 (1985년)
- 빅 볼 (1983년)
- 컨트리 골드 (1982년)
- 남북전쟁 (1982년)
- 이중 추적 (1981년)
- 참극의 관 (1981년)
- 겟팅 웨이스티드 (1980년)
- 조니 (1980년)
- 도시의 카우보이 (1980년)
- 파울 플레이 (1978년)
- 폼 폼 걸스 (1976년)

### 텔레비전
- 서부의 형제 (1976)
- 여형사 페퍼 (1976)